# مایع شکلات
مایع شکلات (به انگلیسی: Chocolate liquor) (مایع کاکائو) به تودۀ کاکائو در حالت جامد یا نیم‌جامد گفته می‌شود. مایع شکلات همانند دانه‌های کاکائو که از آنها تولید نیز شده است، حاوی پودر کاکائو و کره کاکائو به نسبت مساوی می‌باشد.